# Maybe true
"Maybe true" é o décimo single da banda japonesa de rock Fanatic Crisis, lançado em 23 de setembro de 1998 pela For Life Records e incluído no álbum The.Lost.Innocent. A canção foi usada como tema de abertura do anime Let's Nupu Nupu.
"Maybe true" foi incluída na compilação de greatest hits THE BEST of FANATIC◇CRISIS Single Collection 01, lançada diante da separação da banda. Em 2023, foi regravada e lançada no álbum Tenseism, criado diante da reunião de três membros da banda.

## Desempenho comercial
Alcançou a quarta posição na parada da Billboard Japan e a 5ª na Oricon Singles Chart, permanecendo na última por sete semanas. É o single do Fanatic Crisis que alcançou a maior posição nas paradas.
Vendeu 112,190 cópias, sendo o 2° single mais vendido da banda, atrás apenas do anterior "Hinotori".

## Faixas
| N.º            | Título                                 | Duração |  |
| 1.             | "Maybe true"                           |         |  |
| 2.             | "Precious memories"                    |         |  |
| 3.             | "Maybe true" (Vox Less Version)        |         |  |
| 4.             | "Precious memories" (Vox Less Version) |         |  |
| Duração total: | Duração total:                         | 19:44   |  |

## Ficha técnica
Fanatic Crisis
- Tsutomu Ishizuki − vocais
- Kazuya − guitarra solo
- Shun − guitarra rítmica
- Ryuji − baixo
- Tohru − bateria